# Klappet
Klappet är en bebyggelse i Läby socken i Uppsala kommun, Uppsala län. SCB avgränsade här sedan 2020 en småort.